# Milutinovac
Milutinovac (kyrillisch: Милутиновац) ist ein Dorf in der Opština Kladovo und im Bezirk Bor im Osten Serbiens. 

## Einwohner
Die Volkszählung 2002 (Eigennennung) ergab, dass 186 Menschen im Dorf leben.
Weitere Volkszählungen:
- 1948: 253
- 1953: 299
- 1961: 304
- 1971: 307
- 1981: 302
- 1991: 275